# Liste der Kulturdenkmale in Kiel-Exerzierplatz
In der Liste der Kulturdenkmale in Kiel-Exerzierplatz sind alle Kulturdenkmale des Stadtteils Exerzierplatz der schleswig-holsteinischen Landeshauptstadt Kiel aufgelistet (Stand: 16. Juni 2025).
Die Bodendenkmale sind in der Liste der Bodendenkmale in Kiel aufgeführt.

## Legende
In den Spalten befinden sich folgende Informationen:
- Objekt-ID: die Nummer des Kulturdenkmales
- Lage: die Adresse des Kulturdenkmales und die geographischen Koordinaten. Kartenansicht, um Koordinaten zu setzen. In der Kartenansicht sind Kulturdenkmale ohne Koordinaten mit einem roten Marker dargestellt und können in der Karte gesetzt werden. Kulturdenkmale ohne Bild sind mit einem blauen Marker gekennzeichnet, Kulturdenkmale mit Bild mit einem grünen Marker.
- Offizielle Bezeichnung: Bezeichnung des Kulturdenkmales
- Beschreibung: die Beschreibung des Kulturdenkmales
- Bild: ein Bild des Kulturdenkmales

## Mehrheit von baulichen Anlagen
| Objekt-ID | Lage | Offizielle Bezeichnung                                  | Beschreibung | Bild                             |
| --------- | --- | ------------------------------------------------------- | --- | -------------------------------- |
| 47772     | Goethestraße 6, 7, 8, 9, Sternstraße 3 (54° 19′ 33″ N, 10° 7′ 29″ O)                                      | Mietwohnungshäuser Sternstraße 3/Goethestraße 6-9       | Mietwohnungshäuser Sternstraße/Goethestraße; um 1905; Gruppe von fünf fünfgeschossigen Putzbauten unter Kieler Dächern, reiche Fassadengestaltung mit Loggien, Erkern und ornamentalem Putzdekor - Begründung: geschichtlich, künstlerisch, städtebaulich - Schutzumfang: Mietwohnungshäuser Goethestraße 6, 7, 8, 9, Wohn- und Geschäftshaus Sternstraße 3 | weitere Fotos \| Fotos hochladen |
| 52663     | Schülperbaum 2, 4, 6, 8, 10, 12, 14, Prüne 2, 4, 10, 12, 14, Sandkuhle 1, 3 (54° 19′ 10″ N, 10° 7′ 42″ O) | Wohnbebauung Schülperbaum                               | Wohnbebauung Schülperbaum; 1921, Architekten Heinrich Hansen, Ernst Prinz und Heinrich Stav; drei- bis viergeschossige traufständige Backsteinhäuser auf dem von Schülperbaum, Prüne und Sandkuhle umgebenen dreieckigen Grundstück, traditionelle Formgebung des Heimatstils, barockisierende Elemente; Prüne 14, um 1900, historisierende Gliederungs- und Zierelemente - Begründung: geschichtlich, künstlerisch, städtebaulich - Schutzumfang: Mietwohnungshäuser (Prüne 4, 10, 12, 14; Sandkuhle 1, 3; Schülperbaum 4, 6, 8, 10, 12), Wohn- und Geschäftshäuser (Prüne 2; Schülperbaum 2, 14) | weitere Fotos \| Fotos hochladen |
| 51569     | Herzog-Friedrich-Straße 66, 68, 70, 72 (54° 19′ 8″ N, 10° 7′ 36″ O)                                       | Mietwohnungshäuser Herzog-Friedrich-Straße 66-72        | Mietwohnungshäuser Herzog-Friedrich-Straße 66–72; 1895–96, Entwurf J. Nissen; geschlossene Reihung viergeschossiger Wohnhäuser mit reich dekorierten Putzfassaden, Kieler Dächer mit Zwerchhäusern - Begründung: geschichtlich, städtebaulich - Schutzumfang: Mietwohnungshäuser Herzog-Friedrich-Straße 66, 68, 70, 72 | BW                               |
| 11675     | Herzog-Friedrich-Straße 69, 71, 73, 75, 77, 79 (54° 19′ 7″ N, 10° 7′ 35″ O)                               | Mietwohnungshäuser Herzog-Friedrich-Straße 69-79        | Mietwohnungshäuser Herzog-Friedrich-Straße 69–79; 1895–96, Entwurf J. Nissen; geschlossene Reihung viergeschossiger Wohnhäuser mit reich dekorierten Putzfassaden, Kieler Dächer mit Zwerchhäusern - Begründung: geschichtlich, städtebaulich - Schutzumfang: Mietwohnungshäuser Herzog-Friedrich-Straße 69, 71, 73, 75, 77, 79 | BW                               |
| 52713     | Jungfernstieg 19, 21, 23 (54° 19′ 27″ N, 10° 7′ 26″ O)                                                    | Mietwohnungshäuser Jungfernstieg 19-23                  | Mietwohnungshausgruppe; um 1890, Zimmermeister W. Glieper (?); viergeschossige traufständige Backsteinhäuser, zum Teil flächig verputzt, Gestaltungselemente der Hochrenaissance, bandrustizierte Erdgeschoss, Nr. 23 mit angegliedertem zweigeschossigem Gebäude - Begründung: geschichtlich, künstlerisch, städtebaulich - Schutzumfang: Mietwohnungshäuser Jungfernstieg 19, 21, 23 | BW                               |
| 39621     | Kirchhofallee 12, 14, 16, 18, 20, 22 (54° 19′ 5″ N, 10° 7′ 35″ O)                                         | Mietwohnungshäuser Obere Kirchhofallee 12-22            | Mietwohnungshäuser Obere Kirchhofallee; 1890-1893, verschiedene Maurermeister; geschlossene Reihung viergeschossiger Wohnhäuser mit reich dekorierten Putzfassaden, Kieler Dächer mit einseitigen Zwerchhäusern - Begründung: geschichtlich, städtebaulich - Schutzumfang: Mietwohnungshäuser Obere Kirchhofallee 12, 14, 16, 18, 20, 22 | BW                               |
| 46966     | Kirchhofallee 15, 17, 19, 21 (54° 19′ 4″ N, 10° 7′ 33″ O)                                                 | Wohnhäuser Kirchhofallee 15-21                          | Kirchhofallee 15-21; um 1895, u.a. Richard Stelting; Gruppe von vier mehrgeschossigen Backsteinbauten, teilweise unter Kieler Dächern, Fassaden durch übergiebelte Risalite und Polygonalerker gegliedert - Begründung: geschichtlich, städtebaulich - Schutzumfang: Mietwohnungshäuser (Kirchhofallee 15 mit Einfriedung, 17, 19), Wohnhaus (Kirchhofallee 21) | BW                               |
| 39622     | Kirchhofallee 28, 30, 32, Schaßstraße 1 (54° 19′ 4″ N, 10° 7′ 29″ O)                                      | Wohnbebauung Kirchhofallee 28-32/Schaßstraße 1          | Wohnbebauung Kirchhofallee/Schaßstraße; 1885-1900, verschiedene Baumeister; Folge drei- und viergeschossiger Wohnhäuser mit reich dekorierten Putzfassaden, Kieler Dächer; zweigeschossiger Putzbau an der Schaßstraße - Begründung: geschichtlich, städtebaulich - Schutzumfang: Mietwohnungshäuser (Kirchhofallee 28, 30, 32); Wohn- und Geschäftshaus (Schaßstraße 1) | BW                               |
| 47804     | Klopstockstraße 15, 17, Körnerstraße 2 (54° 19′ 34″ N, 10° 7′ 31″ O)                                      | Mietwohnungshäuser Klopstockstraße 15-17/Körnerstraße 2 | Mietwohnungshausbebauung westliche Klopstockstraße; um 1905; Gruppe dreier viergeschossiger Putz und Backsteinbauten unter ausgebauten Satteldächern, Fassaden durch übergiebelte Erker und Risalite sowie figürliche und ornamentale Putzzier belebt - Begründung: geschichtlich, städtebaulich - Schutzumfang: Mietwohnungshäuser Klopstockstraße 15, 17; Körnerstraße 2 | Fotos hochladen                  |
| 47263     | Königsweg 16, 18, 20 (54° 18′ 59″ N, 10° 7′ 37″ O)                                                        | Mietwohnungshäuser Königsweg 16-20                      | Mietwohnungshäuser Königsweg 16-20; um 1870; Gruppe von drei dreigeschossigen Putzbauten unter Satteldächern in Traufstellung, spätklassizistische Putzgliederungen - Begründung: geschichtlich, städtebaulich - Schutzumfang: Mietwohnungshäuser Königsweg 16, 18, 20 | Fotos hochladen                  |

## Bauliche Anlagen
| Objekt-ID      | Lage                                                      | Offizielle Bezeichnung                        | Beschreibung | Bild                                    |
| -------------- | --------------------------------------------------------- | --------------------------------------------- | --- | --------------------------------------- |
| 11413          | Eckernförder Straße 31 (54° 19′ 23″ N, 10° 7′ 22″ O)      | Mietwohnungshaus                              | Mietwohnungshaus; 1890; viergeschossiger Backsteinbau in Ecklage mit drei Ansichtsseiten, Erdgeschoss verputzt, Kastenerker an den Ecken, Putzornamentik in Formen der Neurenaissance- bzw. des Neubarock, Vorgarten mit bauzeitlicher Einfriedung - Begründung: geschichtlich, städtebaulich - Schutzumfang: Mietwohnungshaus, Einfriedung - Denkmaltyp: Bauliche Anlage                                             | BW                                      |
| 11386          | Exerzierplatz 7 (54° 19′ 13″ N, 10° 7′ 41″ O)             | Wohn- und Geschäftshaus                       | Wohn- und Geschäftshaus; 1902, Baugeschäft Georg Boldt; fünfgeschossiger Backsteinbau über stumpfwinkligem Grundriss unter ausgebautem Dach mit Giebelkranz, Fassade mit Putzzierflächen u. Erkern - Begründung: geschichtlich, städtebaulich - Schutzumfang: gesamtes Äußeres - Denkmaltyp: Bauliche Anlage | Fotos hochladen                         |
| 12468          | Exerzierplatz 13 (54° 19′ 15″ N, 10° 7′ 37″ O)            | Wohn- und Geschäftshaus                       | Wohn- und Geschäftshaus; 1903, Baugeschäft Boldt; fünfgeschossiger Backsteinbau unter ausgebautem Satteldach, mehrgeschossiger Polygonalerker mit seitlichen Balkonen, Putzzierfelder mit Jugendstilranken - Begründung: geschichtlich, städtebaulich - Schutzumfang: gesamtes Äußeres - Denkmaltyp: Bauliche Anlage                                                                                                  | BW                                      |
| 3192           | Fleethörn 23 (54° 19′ 24″ N, 10° 7′ 54″ O)                | Wohn- und Geschäftshaus                       | Alteintragung (Aktualisierung vorgesehen) - Begründung: Alteintragung (Aktualisierung vorgesehen) - Schutzumfang: Alteintragung (Aktualisierung vorgesehen) - Denkmaltyp: Bauliche Anlage | Fotos hochladen                         |
| 11559          | Goethestraße 6 (54° 19′ 32″ N, 10° 7′ 27″ O)              | Mietwohnungshaus                              | Mietwohnungshaus; 1906, Baugeschäft Emil Ebeling; fünfgeschossiger Putzbau, leicht gewinkelte Fassade zu beiden Seiten durch übergiebelte und von Balkonen flankierte Erker betont, geometrisierender Putzdekor Begründung: geschichtlich, künstlerisch, städtebaulich Schutzumfang: Mietwohnungshaus, Denkmaltyp: Bauliche Anlage, Mehrheit von baulichen Anlagen: Mietwohnungshäuser Sternstraße 3/Goethestraße 6-9 | Fotos hochladen                         |
| 11558          | Goethestraße 7 (54° 19′ 33″ N, 10° 7′ 28″ O)              | Mietwohnungshaus                              | Mietwohnungshaus; 1907, Braack und Cornils; fünfgeschossiger Putzbau mit Kieler Dach, Gliederung durch mittigen Standerker mit Loggien und Türmchen, Schweifgiebel, versachlichte neubarocke Detailformen - Begründung: geschichtlich, künstlerisch, städtebaulich - Schutzumfang: Mietwohnungshaus, - Denkmaltyp: Bauliche Anlage, Mehrheit von baulichen Anlagen: Mietwohnungshäuser Sternstraße 3/Goethestraße 6-9 | Fotos hochladen                         |
| 3197           | Goethestraße 8 (54° 19′ 33″ N, 10° 7′ 29″ O)              | Mietwohnungshaus                              | Mietwohnungshaus; 1906–07, Ernst Stoffers; fünfgeschossiger Putzbau mit Kieler Dach, breiter mittiger Standerker mit Rundbogenloggien und Walmdach, Putzgliederung durch ornamentales Rankenwerk - Begründung: geschichtlich, künstlerisch, städtebaulich - Schutzumfang: Mietwohnungshaus - Denkmaltyp: Bauliche Anlage, Mehrheit von baulichen Anlagen: Mietwohnungshäuser Sternstraße 3/Goethestraße 6-9           | Fotos hochladen                         |
| 46646          | Goethestraße 9 (54° 19′ 34″ N, 10° 7′ 30″ O)              | Mietwohnungshaus                              | Mietwohnungshaus; um 1906; fünfgeschossiger Putzbau in Ecklage, Schmalseite mit Standerker und Schweifgiebel, Längsseite durch Loggienvorbau geprägt, zurückhaltende historisierende Putzgliederung - Begründung: geschichtlich, künstlerisch, städtebaulich - Schutzumfang: Mietwohnungshaus, - Denkmaltyp: Bauliche Anlage, Mehrheit von baulichen Anlagen: Mietwohnungshäuser Sternstraße 3/Goethestraße 6-9       | BW                                      |
| 11619          | Jungfernstieg 3 (54° 19′ 25″ N, 10° 7′ 36″ O)             | Wohn- und Geschäftshaus                       | Wohn- und Geschäftshaus; 1889, Maurermeister O. Hohensee; viergeschossiger Bau mit Putz- und Klinkerfassade unter ausgebautem Satteldach, Fassade mit Putzzier in Renaissanceformen - Begründung: geschichtlich, städtebaulich - Schutzumfang: gesamtes Objekt - Denkmaltyp: Bauliche Anlage | BW                                      |
| 11618          | Jungfernstieg 7 (54° 19′ 26″ N, 10° 7′ 33″ O)             | Wohn- und Geschäftshaus                       | Wohn- und Geschäftshaus; 1891, Maurermeister Totte und Heitmann; viergeschossiger Eckbau in Putz- und Backsteinoptik unter Satteldach, Gebäudeecke durch Kastenerker auf Konsolen betont - Begründung: geschichtlich, städtebaulich - Schutzumfang: gesamtes Objekt - Denkmaltyp: Bauliche Anlage | BW                                      |
| 10724 Wikidata | Jungfernstieg 17 (54° 19′ 27″ N, 10° 7′ 28″ O)            | Kapelle der Katholisch-Apostolischen Gemeinde | Alteintragung (Aktualisierung vorgesehen) - Begründung: geschichtlich, künstlerisch, städtebaulich - Schutzumfang: gesamtes Objekt - Denkmaltyp: Bauliche Anlage | weitere Fotos \| Fotos hochladen        |
| 11808          | Klopstockstraße 3 (54° 19′ 33″ N, 10° 7′ 38″ O)           | Mietwohnungshaus                              | Alteintragung (Aktualisierung vorgesehen) - Begründung: Alteintragung (Aktualisierung vorgesehen) - Schutzumfang: Alteintragung (Aktualisierung vorgesehen) - Denkmaltyp: Bauliche Anlage | Fotos hochladen                         |
| 11852          | Klopstockstraße 5 (54° 19′ 33″ N, 10° 7′ 37″ O)           | Mietwohnungshaus                              | Alteintragung (Aktualisierung vorgesehen) - Begründung: Alteintragung (Aktualisierung vorgesehen) - Schutzumfang: Alteintragung (Aktualisierung vorgesehen) - Denkmaltyp: Bauliche Anlage | Fotos hochladen                         |
| 11851          | Klopstockstraße 7 (54° 19′ 33″ N, 10° 7′ 36″ O)           | Mietwohnungshaus                              | Alteintragung (Aktualisierung vorgesehen) - Begründung: Alteintragung (Aktualisierung vorgesehen) - Schutzumfang: Alteintragung (Aktualisierung vorgesehen) - Denkmaltyp: Bauliche Anlage | Fotos hochladen                         |
| 11850          | Klopstockstraße 9 (54° 19′ 33″ N, 10° 7′ 35″ O)           | Mietwohnungshaus                              | Alteintragung (Aktualisierung vorgesehen) - Begründung: Alteintragung (Aktualisierung vorgesehen) - Schutzumfang: Alteintragung (Aktualisierung vorgesehen) - Denkmaltyp: Bauliche Anlage | Fotos hochladen                         |
| 11849          | Klopstockstraße 11 (54° 19′ 33″ N, 10° 7′ 34″ O)          | Wohn- und Geschäftshaus                       | Alteintragung (Aktualisierung vorgesehen) - Begründung: Alteintragung (Aktualisierung vorgesehen) - Schutzumfang: Alteintragung (Aktualisierung vorgesehen) - Denkmaltyp: Bauliche Anlage | Fotos hochladen                         |
| 8465 Wikidata  | Knooper Weg 14–16 (54° 19′ 24″ N, 10° 7′ 40″ O)           | Jakobikirche                                  | Alteintragung (Aktualisierung vorgesehen) - Begründung: geschichtlich, künstlerisch, städtebaulich - Schutzumfang: Alteintragung (Aktualisierung vorgesehen) - Denkmaltyp: Bauliche Anlage | weitere Fotos \| Fotos hochladen        |
| 27419          | Knooper Weg 49 (54° 19′ 29″ N, 10° 7′ 38″ O)              | Mietwohnungshaus                              | Alteintragung (Aktualisierung vorgesehen) - Begründung: Alteintragung (Aktualisierung vorgesehen) - Schutzumfang: Alteintragung (Aktualisierung vorgesehen) - Denkmaltyp: Bauliche Anlage - Korb-Fahrstuhl im Treppenhaus | Fotos hochladen                         |
| 3223           | Knooper Weg 51 (54° 19′ 30″ N, 10° 7′ 37″ O)              | Damperhof                                     | Alteintragung (Aktualisierung vorgesehen) - Begründung: künstlerisch, städtebaulich - Schutzumfang: gesamtes Objekt - Denkmaltyp: Bauliche Anlage | Fotos hochladen                         |
| 11809          | Knooper Weg 59 (54° 19′ 32″ N, 10° 7′ 38″ O)              | Wohnhaus                                      | Wohnhaus; 1880 u. 1925/26, Ludwig Stapf; zweigeschossiger giebelständiger Bau mit Putzfassade auf hohem Sockelgeschoss unter ausgebautem Dach, expressionistischer Stufengiebel - Begründung: geschichtlich, städtebaulich - Schutzumfang: gesamtes Objekt - Denkmaltyp: Bauliche Anlage | Fotos hochladen                         |
| 3227           | Königsweg 20 (54° 18′ 58″ N, 10° 7′ 36″ O)                | Mehrfamilienhaus                              | Mietwohnungshaus; um 1870; dreigeschossiger Putzbau in Traufstellung unter Satteldach, spätklassizistische Putzgliederung, Rundbögen im Erdgeschoss - Begründung: geschichtlich, städtebaulich - Schutzumfang: Mietwohnungshaus, - Denkmaltyp: Bauliche Anlage, Mehrheit von baulichen Anlagen: Mietwohnungshäuser Königsweg 16-20                                                                                    | Fotos hochladen                         |
| 27657          | Körnerstraße 2 (54° 19′ 33″ N, 10° 7′ 32″ O)              | Mietwohnungshaus                              | Mietwohnungshaus; um 1905; viergeschossiges Eckgebäude unter ausgebautem Satteldach, asymmetrische Putzfassaden aufgelockert durch übergiebelte Risalite, Erker und Balkone, historistischer Putzdekor - Begründung: geschichtlich, städtebaulich - Schutzumfang: gesamtes Objekt - Denkmaltyp: Bauliche Anlage, Mehrheit von baulichen Anlagen: Mietwohnungshäuser Klopstockstraße 15-17/Körnerstraße 2              | BW                                      |
| 3229           | Körnerstraße 3 (54° 19′ 32″ N, 10° 7′ 34″ O)              | Dietrich-Bonhoeffer-Haus                      | Alteintragung (Aktualisierung vorgesehen) - Begründung: geschichtlich, künstlerisch - Schutzumfang: gesamtes Objekt - Denkmaltyp: Bauliche Anlage | Fotos hochladen                         |
| 11825          | Körnerstraße 5 (54° 19′ 32″ N, 10° 7′ 34″ O)              | ehem. St.-Nicolai-Heim                        | ehem. St.-Nicolai-Heim; 1905/06, Wilhelm Voigt; dreigeschossiger traufenständiger Putzbau über t-förmigem Grundriss unter ausgebautem Dach, asymmetrische Straßenfassade mit übergiebeltem Kastenerker; Einfriedung - Begründung: geschichtlich, städtebaulich - Schutzumfang: ehem. St.-Nicolai-Heim, Einfriedung - Denkmaltyp: Bauliche Anlage                                                                      | BW                                      |
| 11824          | Körnerstraße 7 (54° 19′ 31″ N, 10° 7′ 33″ O)              | Wohn- und Geschäftshaus                       | Wohn- und Geschäftshaus; 1908/09, Architekt Carl Reimers; viergeschossiger Backsteinbau mit ausgebautem Mansarddach, straßenseitig breiter Kastenerker mit Schweifgiebel, zwei Altane mit Schweifgiebeln an Nordseite - Begründung: geschichtlich, städtebaulich - Schutzumfang: gesamtes Objekt - Denkmaltyp: Bauliche Anlage                                                                                        | BW                                      |
| 11885          | Möllingstraße 28 (54° 19′ 25″ N, 10° 7′ 24″ O)            | Wohn- und Geschäftshaus                       | Wohn- und Geschäftshaus; 1927/28, Hans Beissel; viergeschossiger zweiflügeliger Backsteinbau unter Walmdach, die winklig zusammenstoßenden Flügel von rundem Treppenturm verbunden, Rustizierungen - Begründung: geschichtlich, städtebaulich - Schutzumfang: gesamtes Objekt - Denkmaltyp: Bauliche Anlage | BW                                      |
| 3253           | Rathausstraße 2–4 (54° 19′ 23″ N, 10° 7′ 54″ O)           | Wohn- und Geschäftshaus                       | Alteintragung (Aktualisierung vorgesehen) - Begründung: Alteintragung (Aktualisierung vorgesehen) - Schutzumfang: Alteintragung (Aktualisierung vorgesehen) - Denkmaltyp: Bauliche Anlage | Fotos hochladen                         |
| 3254           | Ringstraße 52–54 (54° 19′ 2″ N, 10° 7′ 31″ O)             | Baugewerbehaus                                | Alteintragung (Aktualisierung vorgesehen) - Begründung: Alteintragung (Aktualisierung vorgesehen) - Schutzumfang: Alteintragung (Aktualisierung vorgesehen) - Denkmaltyp: Bauliche Anlage | Fotos hochladen                         |
| 12098          | Ringstraße 52–54 (54° 19′ 1″ N, 10° 7′ 31″ O)             | Einfriedung                                   | Alteintragung (Aktualisierung vorgesehen) - Begründung: Alteintragung (Aktualisierung vorgesehen) - Schutzumfang: Alteintragung (Aktualisierung vorgesehen) - Denkmaltyp: Bauliche Anlage | Fotos hochladen                         |
| 55927          | Stephan-Heinzel-Straße 10 ()                              | Bedürfnisanstalt/Abortgebäude                 | Bedürfnisanstalt/Abortgebäude; 1937, 1948, 1956, Magistratsoberbaurat Rudolf Schroeder, Rogge Stadtplanungsamt Kiel; eingeschossiger Backsteinbau, Pfeilervorhalle mit Natursteinverkleidung, beim Wiederaufbau ab 1948 ursprüngliches Walmdach durch Flachdach ersetzt, 1956 Trafohaus angefügt - Schutzumfang: Bedürfnisanstalt/Abortgebäude - Begründung: Geschichtlich, Künstlerisch, Städtebaulich               | Direkt Bild zu diesem Denkmal hochladen |
| 3270           | Stephan-Heinzel-Straße 9–11 (54° 19′ 21″ N, 10° 7′ 21″ O) | ehem. Sternschule                             | Alteintragung (Aktualisierung vorgesehen) - Begründung: geschichtlich, künstlerisch, städtebaulich - Schutzumfang: gesamtes Objekt - Denkmaltyp: Bauliche Anlage | weitere Fotos \| Fotos hochladen        |
| 12241          | Sternstraße 3 (54° 19′ 32″ N, 10° 7′ 27″ O)               | Wohn- und Geschäftshaus                       | Wohn- und Geschäftshaus; 1904–05, Baugeschäft Carl Amelow; fünfgeschossiger Putzbau, Fassade durch Kastenerker und Eckerkerturm gegliedert, an den herausgehobenen Bauteilen Stuckierungen - Begründung: geschichtlich, künstlerisch, städtebaulich - Schutzumfang: Wohn- und Geschäftshaus - Denkmaltyp: Bauliche Anlage, Mehrheit von baulichen Anlagen: Mietwohnungshäuser Sternstraße 3/Goethestraße 6-9          | Fotos hochladen                         |
| 12240          | Sternstraße 5 (54° 19′ 31″ N, 10° 7′ 26″ O)               | Wohn- und Geschäftshaus                       | Wohn- und Geschäftshaus; 1905, Heinrich Braack; viergeschossiges Eckgebäude aus Backstein unter ausgebautem Walmdach, Gebäudekante von Turm überhöht, Fassade durch Putzfelder akzentuiert - Begründung: geschichtlich, städtebaulich - Schutzumfang: gesamtes Objekt - Denkmaltyp: Bauliche Anlage | BW                                      |

## Quelle
- Liste der Kulturdenkmale in Schleswig-Holstein – Landeshauptstadt Kiel (PDF)

- Karte mit allen Koordinaten:
- OSM |
- WikiMap